# Горфин, Давид Владимирович
Давид Владимирович Горфин (26 августа 1889 года, Житомир — 30 сентября 1969 года, Москва) — советский медик, кандидат наук, профессор. Директор (ректор) Томского университета.
Родился в 1889 году в Житомере. В 1908 году окончил Житомерскую гимназию, вскоре поступил на медицинский факультет Берлинского университета, из-за не высокого уровня дохода, подрабатывал репетитором, переводчиком и гидом.
В 1914 году вернулся в Россию, где экстерном окончил медицинский факультет Саратовского университета. Был признан на воинскую службу, во время Первой мировой войны, с 1915 по 1917 годы служил в госпиталях 8-й армии Юго-Западного фронта. Во время гражданской войны в рядах Красной Армии, также служил в госпиталях. Вступил в КПСС в 1918 году.
По окончании войны перебрался в Москву, работал в Народном комиссариате здравоохранения. Параллельно преподавал во 2-м МГУ. С 1927 года преподавал в Московском Университете, читал лекции по социальной гигиене.
С 1929 по 1931 год являлся директором (ректором) Томского университета, его нахождение у руля вуза совпало со временем больших реформ в системе высшего образования СССР, когда отдельные факультеты университетов страны выделялись в новые профильные вузы. Являясь членом ВАРНИТСО, много выступал с просветительскими и агитационными лекциями.
В 1932 году возвратился в Москву, где работал директором (ректором) Центрального института усовершенствования врачей, и параллельно заведующим кафедры социальной гигиены 1-го Московского медицинского института.
В 1935 году был утвержден в ученой степени доктора медицинских наук. В 1941 году вместе с вузом эвакуировался в Уфу, где совмещал работу с должностью консультанта Наркомздрава Башкирской АССР по эвакогоспиталям.
В январе 1942 года добровольцем ушел на фронт, служил в госпиталях Юго-Западного и 3-го Украинского фронтов.
После окончания войны работал профессором в 1-м Московском медицинском институте, совмещая должность с работой в Институте здравоохранения и истории медицины АМН СССР.
Является автором более 200 научных работ, среди которых 15 монографий. Является автором более 200 статей Большой Советской энциклопедии и Большой медицинской энциклопедии. Награжден орденом Красной Звезды.
Скончался в 1969 году в Москве.

## Труды
- Врачебно-санитарное законодательство в борьбе за санитарное благополучие населения в годы Великой Отечественной войны. М., 1947; Н. А. Семашко. М., 1957.
- Вопросы сельского здравоохранения в тр. и деятельности Н. А. Семашко. М., 1959.
- Очерки истории развития сельского здравоохранения СССР (1917—1959 гг.). М., 1961.
- Историография развития сан. дела, коммунальной гигиены и гигиены труда // Очерки историографии сов. здравоохранения. М., 1965.